# 最後の制服
『最後の制服』（さいごのせいふく）は、袴田めらによるストーリー漫画作品。
芳文社の漫画雑誌「まんがタイムきららキャラット」にて2004年4月号から2006年11月号まで、同誌の姉妹紙「まんがタイムきららMAX」にて創刊号から2005年10月号まで、それぞれ連載された（連載開始は前者から）。現在、単行本が全3巻発行されている。

## 主な登場人物
葛良紅子
椿ヶ丘学園2年で女子寮の副寮長、美術部の幽霊部員。美人の上成績優秀のため後輩からは憧れの存在としてファンも多い。だが、マラソン大会をサボったり、睡眠不足を理由に授業に出なかったりと不真面目な行動も多い。同級生の加瀬紡とは友人で同室、彼女に恋愛感情を持っていると思われる。
加瀬紡
椿ヶ丘学園2年、弓道部所属。常に無愛想で物事をはっきり言う性格だが寮の中での信頼は厚い。紅子の意味深な行動に戸惑いを隠せないでいる。顔がそっくりな弟がいる。貧乳。
佐原藍
椿ヶ丘学園1年。中学時代はレンズが分厚い眼鏡をかけ、消極的で地味な3年間を送ってしまったが、高校に入ってからは楓子と出会い楽しい学園生活を送っている（眼鏡もやめてコンタクトレンズに変えた）。楓子に恋愛感情を持っている。
山田楓子
椿ヶ丘学園1年、陸上部所属。通称ふーちゃん。素直で明るい性格だが、一輪車で突っ込んで寮の扉を壊したり、藍のサボテンを粉々にしたりとかなりのトラブルメーカーでもある。足が速くマラソン大会では1位になった。
如月あさぎ
椿ヶ丘学園3年。見た目はかっこいいが、ちょっと変態。入学した紅子に一目惚れして、それ以来、紅子に求愛しつづけている（紅子は嫌がっている）。
樋渡杏
椿ヶ丘学園1年4組。紡に恋愛感情を持っている。

## 単行本
初版
全3巻。芳文社より「まんがタイムKRコミックス」として刊行されている。
1. 第1巻（2005年6月27日発行）ISBN 978-4-8322-7541-6
2. 第2巻（2006年8月28日発行）ISBN 978-4-8322-7592-8
3. 第3巻（2006年12月27日発行）ISBN 978-4-8322-7610-9

新装版
全2巻。芳文社より「まんがタイムKRコミックス　つぼみシリーズ」として刊行されている。
1. 上巻（2011年4月12日発行）ISBN 978-4-8322-4018-6
2. 下巻（2011年4月12日発行）ISBN 978-4-8322-4019-3